# Бледерија
Бледерија је крашки извор на југоисточним падинама Мироча, између Великог и Топле Баре, на 188 м.н.в.
Дренира воде слива Равне реке, која понире у понор Цветановац, као и неке од понора источног контакта мирочког краса. Врело је узлазног типа. Извориште је разбијено на четири зоне истицања: три извора су хладна, са температуром воде 9,5°C и збирном издашношћу 30 л/с, четврти је супертермални, са температуром воде 17,5°C, минималне издашности 10 л/с.